# Manoir du Plessis (Savonnières)
Le manoir du Plessis est un manoir situé à Savonnières (Indre-et-Loire) et inscrit aux monuments historiques le 22 mai 1948.

## Histoire
Le manoir du Plessis, construit au XVIe siècle, a connu des agrandissements au XVIIIe siècle. Le grand jardin a été conçu par Joachim Carvalho, le propriétaire et restaurateur du château de Villandry. C'est dans cette résidence que l'écrivain René Benjamin s'est retiré en 1927, jusqu'à son décès en 1948. De cette maison René Benjamin écrit : « Dans ma maison, il y a mon travail ; dans le jardin, la terre et le ciel - tout ce qu'il faut pour vivre humainement... ».
Le manoir est inscrit à l’inventaire des Monuments Historique depuis 1948.

## Description
Le manoir se compose de plusieurs bâtiments, dont les deux principaux remontent au XVIe siècle, avec des modifications apportées au XVIIIe siècle. Ces édifices ont été reliés par un ajout comprenant un rez-de-chaussée, également construit au XVIIIe siècle. Les dépendances appartiennent à cette même période. Une petite chapelle, adossée au pignon Est de la maison principale, date du 16e siècle mais a été entièrement restaurée.